# Jason Robards
Jason Nelson Robards Jr. (Chicago, 26 de julho de 1922 — Bridgeport, 26 de dezembro de 2000) foi um ator estadunidense, reconhecido mundialmente ao longo de sua carreira como o intérprete definitivo das obras do dramaturgo Eugene O'Neill, e aclamado não somente como um dos melhores atores de teatro do país, mas também por seu excelente trabalho no cinema e na televisão.
Ganhador de diversas honrarias, Robards está entre os vinte e quatro artistas a alcançarem a Tríplice Coroa da Atuação, tendo recebido dois Óscar, um Tony e um Emmy.
Jason Robards participou da segunda guerra mundial, tendo sido um dos sobreviventes do ataque japonês a Pearl Harbor, em 7 de dezembro de 1941, razão pela qual recebeu a Navy Cross, a segunda mais alta condecoração da Marinha dos Estados Unidos. Foi casado com a atriz Lauren Bacall, de 1961 a 1969.

## Prêmios e indicações
Recebeu dois Oscar na categoria de melhor ator coadjuvante, por Todos os homens do presidente, de 1976, e por Julia, de 1977, pela interpretação do escritor Dashiell Hammett, tendo ainda sido indicado por Melvin e Howard, de 1980.
Recebeu uma indicação ao Globo de Ouro na categoria de melhor ator - comédia / musical por Mil Palhaços, de 1965, e teve três indicações na categoria de melhor ator coadjuvante por Todos os homens do presidente; Julia; e Melvin e Howard. Foi ainda indicado ao Globo de Ouro de melhor ator - minissérie /filme para televisão por Sakharov, de 1984.
Recebeu duas indicações ao BAFTA na categoria de melhor ator coadjuvante por Todos os homens do presidente e por Julia.
Recebeu o prêmio de melhor ator no Festival de Cannes por Longa jornada noite adentro, de 1962.

## Vida pessoal
Robards era filho do ator Jason Robards, Sr., que apareceu em produções da Broadway e do cinema mudo, e de Hope Maxine. Nasceu em Chicago, mas sua família se mudou para Nova Iorque pouco tempo após seu nascimento e novamente em 1928, para Los Angeles, quando ele tinha seis anos de idade. Seus pais se divorciaram quando ele ainda frequentava o ensino fundamental. Estudou na Hollywood High School, onde foi um aluno nota B+.
Também foi um atleta completo: capaz de correr uma milha no tempo de 4 minutos e 18 segundos, também jogou pelas equipes de beisebol e basquetebol do colégio. Graças a seu desempenho estudantil, recebeu ofertas para ir para a universidade, mas, ao invés disso, resolveu se alistar na Marinha depois de sua formatura, onde serviu como operador de rádio, entre os anos de 1940 e 1946, testemunhou as consequências do bombardeio de Pearl Harbor, e participou de ações no Pacífico. Durante o período de serviço militar, decidiu seguir a carreira de ator.
Após ter sido dispensado pela Marinha, foi para Nova Iorque, onde cursou a Academia Americana de Artes Dramáticas, mesma instituição frequentada por seu pai, que a recomendou como excelente lugar para aprender a arte da atuação. Embora tenha permanecido na academia por apenas oito meses, obteve pequenos papéis no rádio e em vários espetáculos dentro e fora da Broadway. Seu primeiro papel no cinema, nem um pouco auspicioso, foi em Follow That Music, curta musical com duração de 17 minutos, estrelado pelo baterista de jazz Gene Krupa, em 1947, em que atuou como o traseiro de uma vaca.
Robards teve seis filhos de seus quatro casamentos, incluindo o ator Jason Robards III e outros dois com sua primeira esposa, Eleanor Pittman; o ator Sam Robards com sua terceira esposa, a atriz Lauren Bacall, com quem ele se casou em 1961. Eles se divorciaram em 1969, em parte por causa de seu alcoolismo. Robards teve mais dois filhos com sua quarta esposa, Lois O'Connor.
Em 1972, ficou gravemente ferido em um acidente de automóvel quando dirigia seu carro ao lado de uma montanha em uma sinuosa estrada da Califórnia, exigindo uma extensa cirurgia e reconstrução facial. O acidente pode ter sido relacionado à sua luta de longa data com o alcoolismo. Robards superou seu vício e passou a fazer campanha publicamente pela conscientização sobre o alcoolismo.
Robards residia em Connecticut. Ele morreu de câncer de pulmão em Bridgeport, Connecticut, em 26 de dezembro de 2000, aos 78 anos. Ele foi cremado.

## Filmografia
- 1946 - Follow That Music
- 1959 - The Journey (br: Crepúsculo vermelho)
- 1961 - By Love Possessed (br: O amor tudo vence)
- 1962 - Long Day's Journey Into Night (br: Longa jornada noite adentro)
- 1962 - Tender Is the Night (br: Suave é a noite)
- 1963 - Act One (br: Primeiro ato)
- 1965 - A Thousand Clowns (br: Mil palhaços)
- 1966 - Any Wednesday (br: Qualquer quarta-feira)
- 1966 - A Big Hand for the Little Lady (br: Jogada decisiva)
- 1967 - Hour of the Gun (br: A hora da pistola)
- 1967 - The St. Valentine's Day Massacre (br: O massacre de Chicago)
- 1967 - Divorce American Style (br: Divórcio à americana)
- 1968 - Isadora (pt/br: Isadora)
- 1968 - The Night They Raided Minsky's (br: Quando o strip-tease começou)
- 1968 - C'era una volta il West (br: Era uma vez no oeste)
- 1970 - Tora! Tora! Tora! (br/ pt: Tora! Tora! Tora!)
- 1970 - Julius Ceasar (br: Júlio César)
- 1970 - The Ballad of Cable Hogue (br: A morte não manda recado)
- 1970 - Rosolino Paternò: Soldato…
- 1970 - Fools (br: A mulher que desejei)
- 1971 - Murders in the Rue Morgue (br: Os assassinos da Rua Morgue)
- 1971 - Jud
- 1971 - Johnny Got His Gun (br: Johnny vai à guerra)
- 1972 - The War Between Men and Women (br: Guerra entre homens e mulheres)
- 1973 - Pat Garrett & Billy the Kid (br / pt: Pat Garrett & Billy the Kid / pt: Duelo na poeira)
- 1973 - Tod eines Fremden
- 1975 - Mr. Sycamore
- 1975 - A Boy and His Dog (br: Crepúsculo do ano 2024 - O menino e seu cachorro)
- 1976 - All the President's Men (br: Todos os homens do presidente / pt: Os homens do presidente)
- 1977 - Julia (br / pt: Júlia)
- 1978 - Comes a Horseman (br: Raízes da ambição)
- 1979 - Hurricane (br: Furacão / pt: O furacão)
- 1980 - Melvin and Howard (br: Melvin e Howard)
- 1980 - Raise the Titanic (br: O resgate do Titanic)
- 1980 - Caboblanco (br: Caboblanco)
- 1981 - The Legend of the Lone Ranger (br: A lenda do Zorro)
- 1983 - O Dia Seguinte (The Day After)
- 1983 - Something Wicked This Way Comes
- 1983 - Max Dugan Returns (br: A volta de Max Dugan)
- 1987 - Square Dance (br: Ciranda de ilusões)
- 1988 - The Good Mother (br: O preço da paixão)
- 1988 - Bright Lights, Big City (br: Nova York - Uma cidade em delírio)
- 1989 - Black Rainbow (br: Arco-íris além da vida)
- 1989 - Parenthood (br: O tiro que não saiu pela culatra)
- 1989 - Reunion (br: Reunião)
- 1989 - Dream a Little Dream (br: Um sonho diferente)
- 1990 - Quick Change (br: Não tenho troco / pt: Um assalto genial)
- 1992 - Storyville (br: Storyville - Um jogo perigoso)
- 1992 - Deceptions
- 1993 - Philadelphia (br / pt: Filadélfia)
- 1993 - The Trial (1993) (br: O processo)
- 1993 - The Adventures of Huck Finn (br: As aventuras de Huck Finn)
- 1994 - Little Big League (br: Um jogo divertido)
- 1994 - The Paper (br: O jornal)
- 1995 - Crimson Tide (br / pt: Maré vermelha)
- 1997 - A Thousand Acres (br: Terras perdidas / pt: Amigas e rivais)
- 1998 - Enemy of the State (br: Inimigo do estado / pt: Perigo público)
- 1998 - Beloved (br: Bem-amada)
- 1998 - The Real Macaw (br: Mac - Na trilha do tesouro)
- 1998 - Heartwood
- 1999 - Magnolia (br/ pt: Magnólia)